# Franz Goldenberger
Franz Xaver Goldenberger (* 3. Juni 1867 in München; † 6. September 1948 in Kirchdorf) war ein deutscher Jurist, Verwaltungsbeamter und Politiker (BVP).

## Leben und Beruf
Goldenberger nahm 1887 ein Studium der Rechtswissenschaft an der Ludwig-Maximilians-Universität München auf, das er 1891 mit dem ersten juristischen Staatsexamen beendete. Im Anschluss war er als Referendar am Amts- und Landgericht München tätig. 1894 bestand er das zweite juristische Staatsexamen. Ein Jahr später trat er als Akzessist bei der Kammer des Innern von Oberbayern in den bayerischen Staatsverwaltungsdienst ein. Er arbeitete seit 1898 als Bezirksamtsassessor in Kitzingen, wurde 1903 Bezirksamtsassessor in Berchtesgaden und war nach 1907 in gleicher Funktion in München tätig. 1908 wechselte er als Regierungsassessor zur Regierung der Oberpfalz. Seine Beamtenlaufbahn führte ihn 1912 als Regierungsrat ins Bayerische Kultusministerium, wo er 1918 zunächst zum Ministerialrat und 1926 schließlich zum Ministerialdirektor ernannt wurde.

## Politik
Goldenberger, der sich der Bayerischen Volkspartei (BVP) angeschlossen hatte, war während der Zeit der Weimarer Republik vom 14. Oktober 1926 bis zum 15. März 1933 Staatsminister für Unterricht und Kultus der Regierung des Freistaates Bayern.
Unter Ministerpräsident Heinrich Held setzte sich Goldenberger u. a. mit der Frage des Verbotes der sozialdemokratischen Kinderorganisation „Die Reichsarbeitsgemeinschaft der Kinderfreunde“, auch die „Die Falken“ genannt, auseinander. Trotz Druck seitens der katholischen Kirche und Teilen seines Ministeriums verhielt sich Goldenberger zunächst abwartend. 1930 schließlich erfolgte das Verbot der Teilnahme schulpflichtiger Kinder an Veranstaltungen der „Kinderfreunde“, da die „Kinderfreunde“ nicht auf die für sie unannehmbar erscheinenden Bedingungen eingehen wollten (u. a. Verzicht auf das Singen sozialistischer Lieder, Tragen von Fahnen und Abzeichen, Verbreitung sozialer Lehren, Kritik an der Schule und Koedukation).
Da er die Nationalsozialisten gegen sich aufgebracht hatte, weil er etliche Mitglieder des Nationalsozialistischen Lehrerbundes aus dem Schuldienst entlassen hatte, wurde er bald nach seiner Amtszeit für mehrere Wochen inhaftiert.

## Ehrungen
- 1926: Ehrenbürger der Stadt Eggenfelden